# شاپرکان چشم‌گربه‌ای
شاپرکان چشم‌گربه‌ای (نام علمی: Saturniidae) نام یک تیره از بالاخانواده ابریشمی‌واران است.